# Kabinett Zijlstra

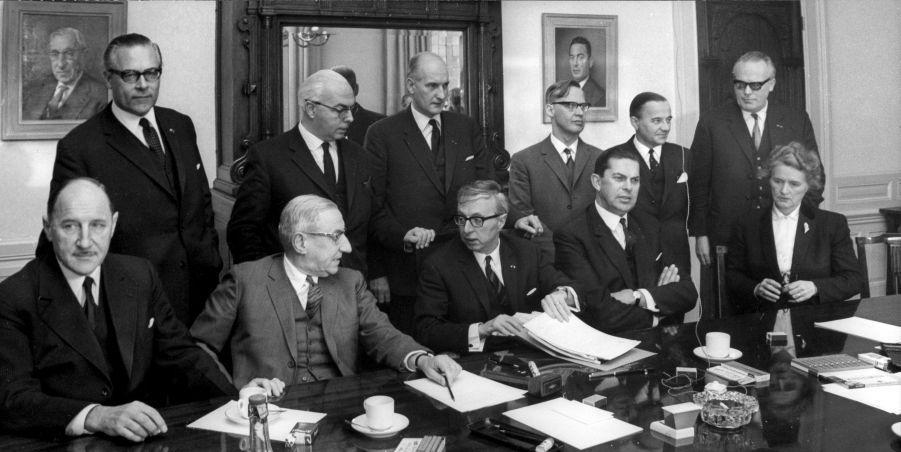
Die Minister des Kabinetts 1966

Das Kabinett Zijlstra bildete vom 22. November 1966 bis 5. April 1967 die Regierung der Niederlande.
Es handelte sich um eine Koalition aus den christdemokratischen Parteien KVP und ARP, die nach dem Fall des Kabinetts Cals, dem auch die sozialdemokratische PvdA angehört hatte, gebildet wurde. Es war damit ein sogenanntes Rumpfkabinett (rompkabinet) und, da die beteiligten Partien in der Zweiten Kammer keine Mehrheit hatten, auch eine Minderheitsregierung.

## Zusammensetzung

### Minister
| Geschäftsbereich/Amt                                                      | Minister                | Partei |
| ------------------------------------------------------------------------- | ----------------------- | ------ |
| allgemeine Angelegenheiten Finanzen Ministerpräsident                     | Jelle Zijlstra          | ARP    |
| Verkehr und Wasserwirtschaft stellvertretender Ministerpräsident          | Jan de Quay             | KVP    |
| Landwirtschaft und Fischerei stellvertretender Ministerpräsident          | Barend Biesheuvel       | ARP    |
| Äußeres                                                                   | Joseph Luns             | KVP    |
| Justiz                                                                    | Teun Struycken          | KVP    |
| Inneres                                                                   | Pieter Verdam           | ARP    |
| Bildung und Wissenschaft                                                  | Isaäc Arend Diepenhorst | ARP    |
| Verteidigung                                                              | Piet de Jong            | KVP    |
| Wohnungswesen und Raumordnung                                             | Herman Witte            | KVP    |
| Wirtschaft                                                                | Joop Bakker             | ARP    |
| Soziales und Gesundheit                                                   | Gerard Veldkamp         | KVP    |
| Kultur, Freizeitgestaltung und Fürsorge                                   | Marga Klompé            | KVP    |
| Minister ohne Geschäftsbereich beauftragt mit Hilfe an Entwicklungsländer | Theo Bot                | KVP    |

### Staatssekretäre
| Geschäftsbereich             | Staatssekretär                     | Partei    |
| ---------------------------- | ---------------------------------- | --------- |
| Äußeres                      | Leo de Block                       | KVP       |
| Bildung und Wissenschaft     | Hans Grosheide                     | ARP       |
| Verteidigung                 | Adri van Es                        | ARP       |
| Verteidigung                 | Gerard Peijnenburg                 | parteilos |
| Verteidigung                 | Heije Schaper                      | parteilos |
| Verkehr und Wasserwirtschaft | Leo de Block ab 28. November 1966  | KVP       |
| Wirtschaft                   | Louis van Son ab 28. November 1966 | KVP       |
| Soziales und Gesundheit      | Aloysius Bartels                   | KVP       |
| Soziales und Gesundheit      | José de Meijer                     | KVP       |